# 蒙特摩爾塔樓

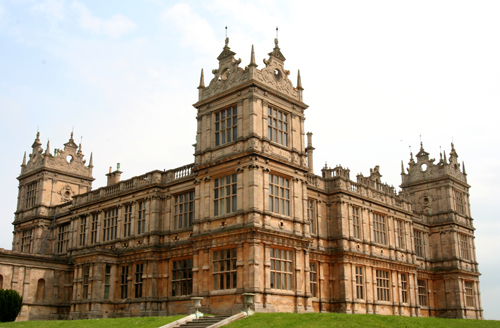
蒙特摩爾塔樓

蒙特摩爾塔樓（Mentmore Towers）是英國白金漢郡一座19世紀的鄉間別墅。約瑟夫·帕克斯頓和喬治·亨利·斯托克斯完成設計,。